# 宇宙兵器

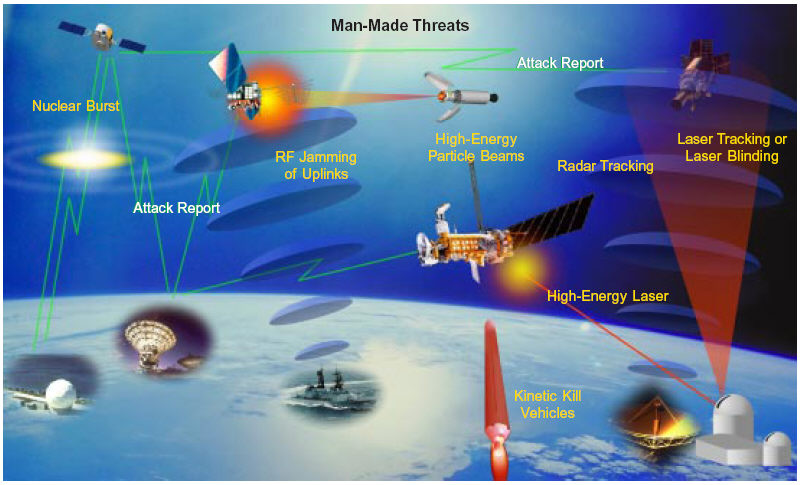
地球上および軌道上の宇宙兵器システム

宇宙兵器（英語: Space weapon）とは、宇宙戦争で使用される兵器。軌道上の宇宙システムを攻撃する兵器（衛星攻撃兵器）、宇宙から地球上の目標を攻撃する兵器（神の杖、イヴァンのハンマー）、宇宙を飛ぶミサイルを無力化する兵器などがある。このような兵器は、宇宙の軍事化の過程で、冷戦時代の超大国を中心に開発され、現在も開発が続けられているものもある。また、ミリタリーSFやSFゲームでも宇宙兵器は中心的でもある。

## 宇宙から宇宙への兵器

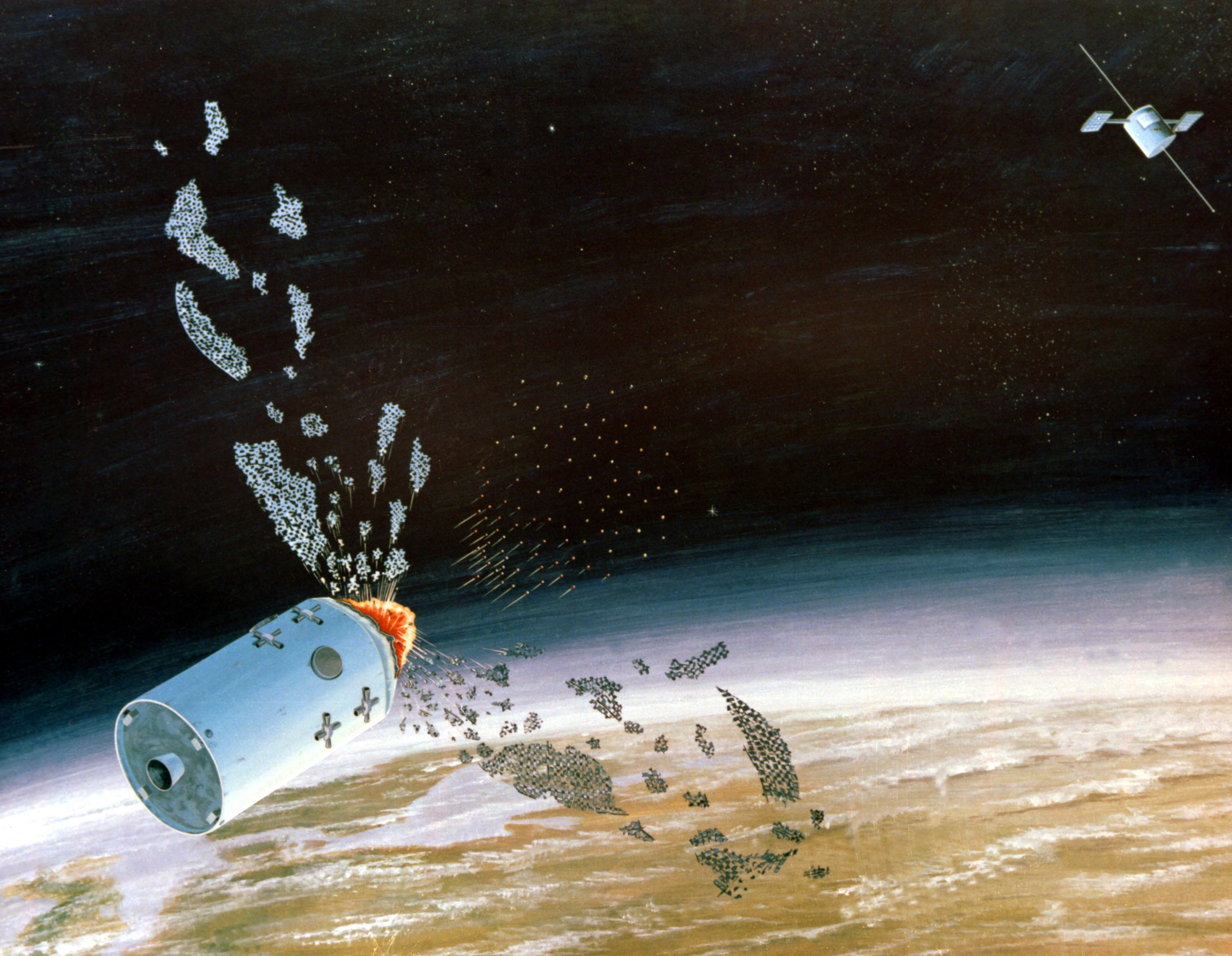
ASAT(衛星攻撃兵器)のイメージ

ソ連の秘密軍事宇宙ステーション計画「アルマース」は、敵対勢力による迎撃や搭乗を防ぐため、固定式の23mm自動砲を装備していた。これは、宇宙で発射された最初で、これまでのところ唯一の武器である。
ソ連の無人兵器プラットフォーム「ポリウス」は、メガワットの炭酸ガスレーザーと自衛砲を搭載するよう設計されていた。

## 地球から宇宙への兵器

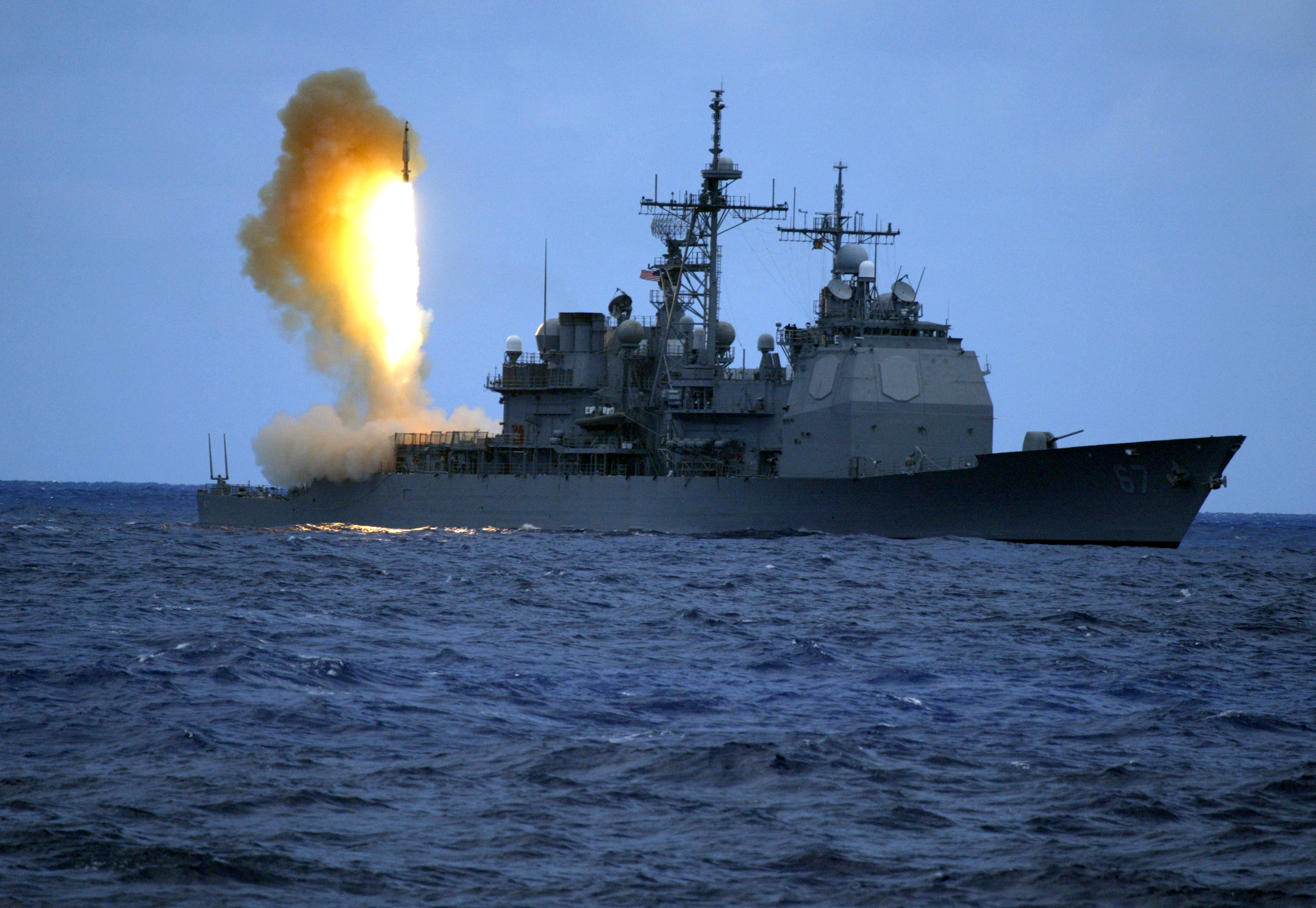
M-161弾道弾迎撃ミサイルは、アメリカ海軍のタイコンデロガ級ミサイル巡洋艦であるUSSシャイロから発射される。

衛星攻撃兵器は、主に地対空ミサイルと空対空ミサイルで、アメリカ、ロシア、インド、中国によって開発されている。最近は、アメリカや中国のテストプログラムの一環として、軌道上の衛星を破壊を含む複数の試験発射が行われている。一般的に、爆発物やキネティックキル・システムの使用は比較的低い高度に制限されており、打ち上げからのデブリが軌道上に残らないようにされている。

## 宇宙から地球への兵器

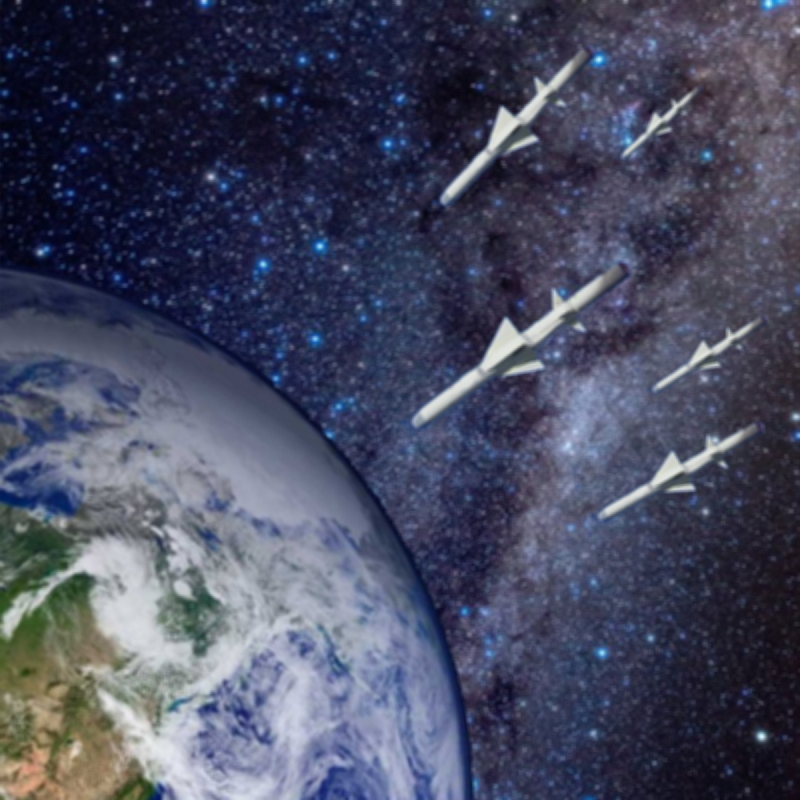
軌道兵器のイメージ

### 軌道兵器
軌道兵器とは、惑星や月などの大きな天体の周囲を周回する兵器。2022年12月の時点で、運用可能な軌道上兵器システムは知られていないが、いくつかの国は、他国や軍隊を監視するために軌道上監視ネットワークを展開している。いくつかの軌道兵器システムは、冷戦時代にアメリカとソビエト連邦によって設計されていた。第二次世界大戦中、ナチス・ドイツも太陽砲と呼ばれる軌道上兵器の計画を進めていた。これは、太陽光線を集光して兵器化するために使用される軌道上の鏡であった。
軌道兵器の開発は、宇宙条約とSALT II条約の発効後、大部分が中止された。これらの条約は、大量破壊兵器を宇宙空間に設置することを禁止している。しかし、これらの条約に違反しない兵器、特に動的爆撃が存在することから、一部の民間団体や政府関係者は、宇宙空間での兵器の設置を禁止する「宇宙保存条約」を提案している。

### 軌道爆撃
軌道爆撃とは、航空機や軌道外のプラットフォームからではなく、惑星や月またはその他の天体の標的を、天体の周囲を回る軌道上から攻撃する行為。これは、運動エネルギー爆撃を含むいくつかの兵器システムの概念に対する攻撃手段として、また核運搬システムとして提案されている。
冷戦時代、ソビエト連邦は1968年から1983年まで部分軌道爆撃システムを配備していた。このシステムは、核弾頭を地球低軌道に配置し、後に軌道から離れて地球表面の任意の場所に衝突させることができた。ソ連はこのシステムの実用的なバージョンを配備したが、宇宙条約によって実弾を宇宙空間に設置することは禁じられていた。1979年のSALT II条約で、このような部分軌道に大量破壊兵器を配置できるシステムの配備を禁止したことなどを受け、1983年1月に部分軌道爆撃システムは段階的に廃止された。
通常の弾頭を備えた軌道爆撃システムは、SALT II の条項の下で許可されている。提案されたシステムの中には、軌道上から投下される大型の炭化タングステン／ウランサーメットロッドに依存し、爆薬ではなく運動エネルギーに依存しているものもあるが、それらの質量により軌道への輸送が非常に困難になっている。
2020年現在、歴史上唯一の真の軌道爆撃が科学目的で実行されている。2019年4月5日、日本のロボット宇宙探査機「はやぶさ2」は、爆発によって放出された破片を集めるために、宇宙から小惑星 162173 リュウグウの表面に「インパクター」と呼ばれる爆発装置を放出した。ミッションは成功し、はやぶさ2は、天体の貴重なサンプルを回収し、地球に持ち帰った。

## フィクション
SF、特にミリタリーSFやSFをテーマにしたビデオゲームでは、架空あるいは実在する様々な種類の宇宙兵器が取り上げられている。